# Daniele Bonera
Daniele Bonera (n. 31 mai 1981, Brescia, Italia) este un fost fotbalist italian care a evoluat pe postul de fundaș. În prezent este asistent tehnic la AC Milan.
Înainte de a se alătura lui Villarreal în 2015, cu care s-a retras în 2019, a jucat anterior pentru cluburile italiene Brescia, Parma și, în special, Milan, unde a câștigat mai multe titluri, inclusiv Serie A 2010-11 și Liga Campionilor UEFA 2006-2007.
Pe plan internațional, a reprezentat echipa națională de fotbal a Italiei în 16 ocazii; a câștigat, de asemenea, Campionatul European de Fotbal Sub-21 din 2004 cu echipa națională de fotbal sub-21 a Italiei, precum și o medalie de bronz la Jocurile Olimpice de vară din 2004.

## Titluri
AC Milan
- UEFA Champions League: 2007
- Supercupa Europei: 2007
- Campionatul Mondial al Cluburilor FIFA: 2007

Italia
- Campionatul European de Fotbal sub 21: 2004